# هيدروكسيد الرصاص الثنائي
 هيدروكسيد الرصاص الثنائي  مركب كيميائي له الصيغة Pb(OH)2 ، وعدد أكسدة الرصاص في هذا المركب +2 .

## الخواص
- مركب هيدروكسيد الرصاص الثنائي غير منحل عملياً في الماء، لكنه ينحل في الأحماض والقلويات الممددة.
- بالتسخين فوق 130°س يفقد جزيء ماء (تفاعل بلمهة)، ويتفكك بالتسخين فوق 145°س إلى أكسيد الرصاص الثنائي.

Pb(OH)2 –Δ→ PbO + H2O
- يمتص مزيج هيدروكسيد الرصاص المائي غاز ثنائي أكسيد الكربون من الجو، مشكلاً كربونات الرصاص

Pb(OH)2 + CO2 → PbCO3 + H2O

## التحضير
يحضر مركب هيدروكسيد الرصاص الثنائي من تفاعل هيدروكسيد الصوديوم مع نترات الرصاص حسب المعادلة:
Pb(NO3)2 + NaOH → Pb(OH)2 + NaNO3
كما يحضر من التحليل الكهربائي لمحلول قلوي باستخدام مصعد من الرصاص.

## الاستخدامات
- يستخدم مركب هيدروكسيد الرصاص الثنائي في صناعة الزجاج المسامي.
- يدخل كحفاز في بعض الاصطناعات العضوية.